# Olympische Geschichte Bahrains
| Gelbes Symbol für Goldmedaillen mit stilisierten Olympischen Ringen | Graues Symbol für Silbermedaillen mit stilisierten Olympischen Ringen | Braundes Symbol für Bronzemedaillen mit stilisierten Olympischen Ringen |
| ------------------------------------------------------------------- | --------------------------------------------------------------------- | ----------------------------------------------------------------------- |
| 2                                                                   | 1                                                                     | —                                                                       |

Das bahrainische NOK al-Ladschna al-ulimbiyya al-bahrainiyya wurde 1978 gegründet und 1979 vom Internationalen Olympischen Komitee aufgenommen.
Seit 1984 entsendet das bahrainische NOK Athleten zu Olympischen Spielen. Seitdem war Bahrain bei allen Olympischen Sommerspielen vertreten. Bei Olympischen Winterspielen war noch kein Teilnehmer des Landes dabei. Jugendliche Sportler nahmen an beiden bislang ausgetragenen Jugend-Sommerspielen teil.

## Übersicht
Mit einer zehnköpfigen Mannschaft, die nur aus Männern bestand, nahm Bahrain bei den Spielen von Los Angeles 1984 erstmals an Olympischen Spielen teil. Die Sportler traten in der Leichtathletik, im Modernen Fünfkampf, im Sportschießen und im Schwimmen an. Sieben Sportler, auch hier wieder alles Männer, gingen bei den Spielen in Seoul 1988 an den Start. Erstmals nahm man am olympischen Fechtturnier teil.
Leichtathletik und Radsport waren die Sportarten, in denen zehn Athleten, alles Männer, bei den Olympischen Spielen von Barcelona 1992 antraten. Fünf Männer, ein Leichtathlet und vier Segelsportler, nahmen 1996 in Atlanta teil. Der Segler Ahmed al-Saie war mit 43 Jahren der bislang älteste Olympionike aus Bahrain.
2000 in Sydney nahmen erstmals zwei Frauen aus Bahrain teil. Zur Mannschaft gehörten auch zwei Männer. Jeweils ein Mann und eine Frau gingen in der Leichtathletik und im Schwimmen an den Start. Fatima al-Gerashi war die erste Frau, die für Bahrain antrat.
Sieben Männer und drei Frauen traten 2004 in Athen in der Leichtathletik, im Segelsport, im Sportschießen und im Schwimmen an. Seit den Spielen von Athen wurden verstärkt eingebürgerte Athleten insbesondere in der Leichtathletik eingesetzt. Auf den Mittel- und Langstrecken kamen bei den Männern gebürtige Kenianer und Marokkaner zum Einsatz, bei den Frauen Äthiopierinnen. Auch Athleten aus Jamaika und Nigeria sowie ein Ringer aus Russland wurden bahrainische Staatsbürger und gingen bei Olympischen Spielen an den Start.
2008 in Peking nahmen 14 Sportler, elf Männer und drei Frauen, teil. Rashid Ramzi gewann zwar den 1500-Meter-Lauf und holte damit die erste olympische Medaille für Bahrain. Am 29. April 2009 bestätigte jedoch das Nationale Olympische Komitee von Bahrain, dass Ramzi bei Nachkontrollen von Dopingproben, die während der Olympischen Spiele von Peking 2008 genommen worden sind, positiv auf das EPO-Mittel CERA getestet worden ist. Auch in der B-Probe wurde CERA gefunden. Am 18. November 2009 wurde Ramzi offiziell seine Goldmedaille aberkannt.
2012 in London konnte dann der erste Medaillengewinn gefeiert werden. Vier Männer und acht Frauen traten in der Leichtathletik, im Sportschießen und im Schwimmen an. Maryam Yusuf Jamal, in Äthiopien geboren und seit 2004 für Bahrain startend, gewann im 1500-Meter-Lauf die Bronzemedaille. Die vor ihr platzierten Türkinnen Aslı Çakır Alptekin und Gamze Bulut wurden des Dopings überführt und nachträglich disqualifiziert. Jamal wurde die Silbermedaille zugesprochen, über die Neuvergabe der Goldmedaille wurde bislang (Stand 1. Januar 2018) noch nicht entschieden. Die gebürtige Äthiopierin Shitaye Eshete wurde Sechste über 10.000 Meter.
2016 in Rio de Janeiro nahm mit 33 aktiven Athleten die bislang größte Olympiamannschaft des Landes teil. Hier waren es wieder Frauen, die Medaillen gewinnen konnten. Über 3000 Meter Hindernis schaffte die gebürtige Kenianerin Ruth Jebet den ersten Olympiasieg für Bahrain. Im Marathon gewann zudem Eunice Kirwa, ebenfalls gebürtige Kenianerin, Silber. Bei den Männern kam Ali Khamis über 400 Meter als Sechster ins Ziel. Erstmals wurde ein Ringer eingesetzt, der gebürtige Russe Adam Batirow.

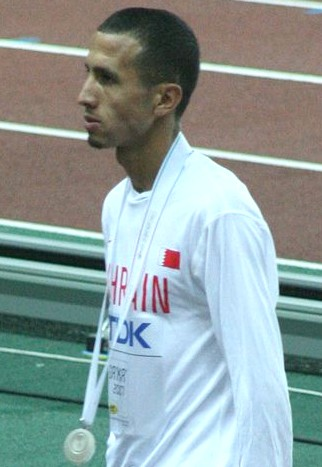
Rashid Ramzi (bei den Weltmeisterschaften 2007 in Osaka)
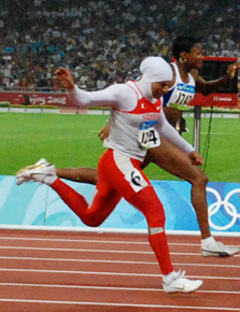
Ruqaya al-Ghasra 2008 in Peking
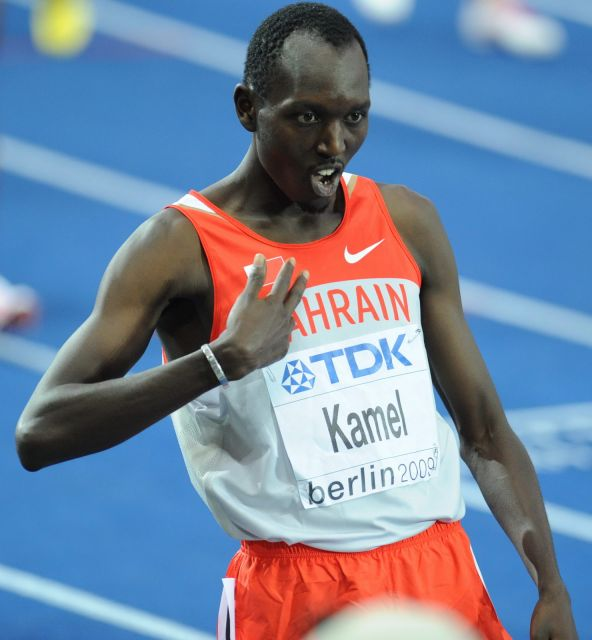
Yusuf Saad Kamel
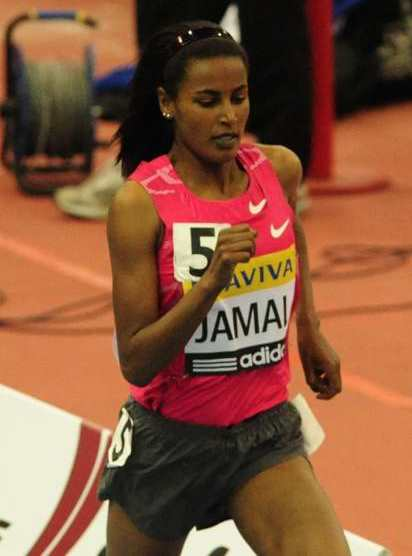
Maryam Yusuf Jamal (2010)
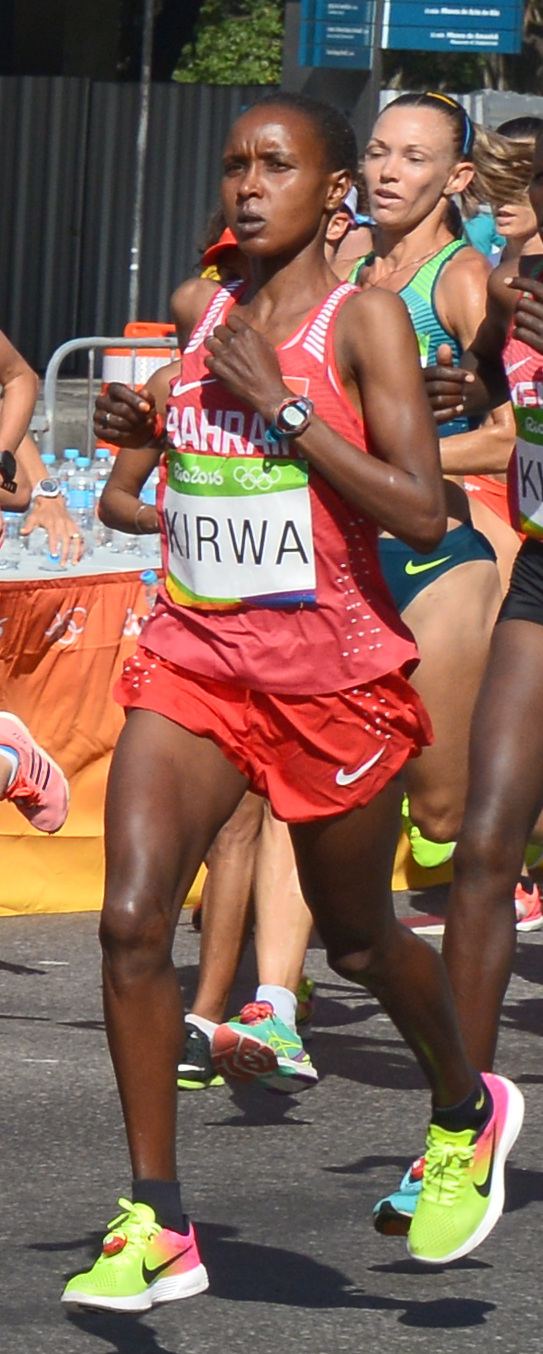
Eunice Kirwa
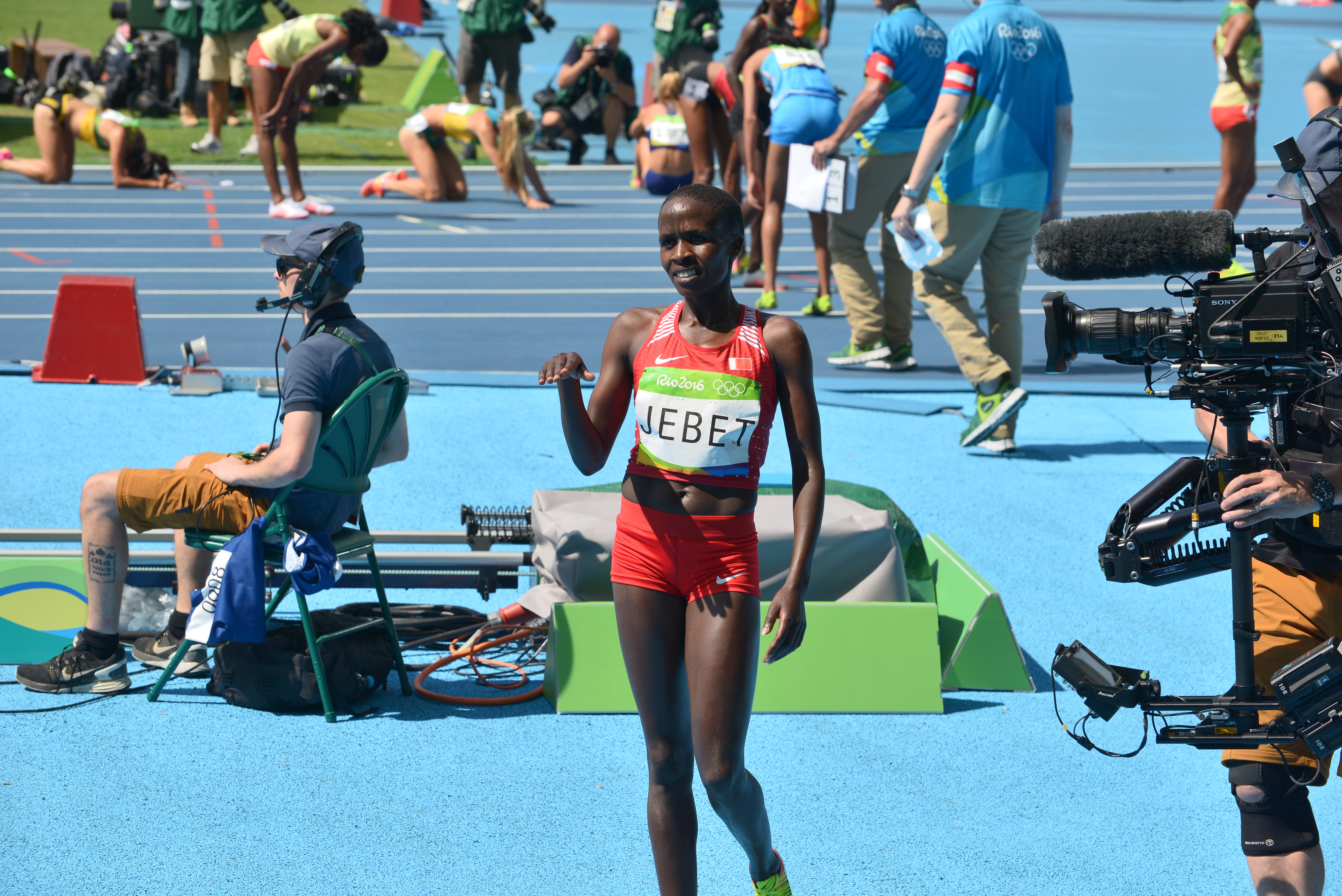
Ruth Jebet

### Jugendspiele
Drei Jungen und ein Mädchen nahmen bei den ersten Olympischen Jugend-Sommerspielen 2010 in Singapur in den Sportarten Leichtathletik und Taekwondo teil.
Bei den Olympischen Jugend-Sommerspielen 2014 in Nanjing nahmen zwei Jungen und drei Mädchen in der Leichtathletik teil. Salwa Eid Naser gewann Silber über 400 Meter, Dalila Gosa Bronze über 1500 Meter.

## Übersicht der Teilnehmer

### Sommerspiele
| Jahr      | Athleten           | Athleten           | Athleten           | Flaggenträger      | Sportarten         | Sportarten         | Sportarten         | Sportarten         | Sportarten         | Sportarten         | Sportarten         | Sportarten         | Medaillen          | Medaillen          | Medaillen          | Medaillen          | Medaillen          |                    |
| Jahr      | Gesamt             | m                  | w                  | Flaggenträger      | Leichtathletik     | Schwimmen          | Schießen           | Moderner Fünfkampf | Fechten            | Radsport           | Segeln             | Ringen             |                    |                    |                    | Gesamt             | Rang               |                    |
| --------- | ------------------ | ------------------ | ------------------ | ------------------ | ------------------ | ------------------ | ------------------ | ------------------ | ------------------ | ------------------ | ------------------ | ------------------ | ------------------ | ------------------ | ------------------ | ------------------ | ------------------ | ------------------ |
| 1896–1980 | nicht teilgenommen | nicht teilgenommen | nicht teilgenommen | nicht teilgenommen | nicht teilgenommen | nicht teilgenommen | nicht teilgenommen | nicht teilgenommen | nicht teilgenommen | nicht teilgenommen | nicht teilgenommen | nicht teilgenommen | nicht teilgenommen | nicht teilgenommen | nicht teilgenommen | nicht teilgenommen | nicht teilgenommen | nicht teilgenommen |
| 1984      | 10                 | 10                 | 0                  | Youssef Mubarak    | 1                  | 2                  | 4                  | 3                  |                    |                    |                    |                    |                    |                    |                    |                    |                    |                    |
| 1988      | 7                  | 7                  | 0                  | Ahmed Hamada       | 3                  |                    |                    | 3                  | 4                  |                    |                    |                    |                    |                    |                    |                    |                    |                    |
| 1992      | 10                 | 10                 | 0                  | Khalid Rabeeah     | 6                  |                    |                    |                    |                    | 4                  |                    |                    |                    |                    |                    |                    |                    |                    |
| 1996      | 5                  | 5                  | 0                  | Mohamed al-Sada    | 1                  |                    |                    |                    |                    |                    | 4                  |                    |                    |                    |                    |                    |                    |                    |
| 2000      | 4                  | 2                  | 2                  | Dawood Youssef     | 2                  | 2                  |                    |                    |                    |                    |                    |                    |                    |                    |                    |                    |                    |                    |
| 2004      | 10                 | 7                  | 3                  | Ahmed Hamada       | 6                  | 2                  | 1                  |                    |                    |                    | 1                  |                    |                    |                    |                    |                    |                    |                    |
| 2008      | 14                 | 11                 | 3                  | Ruqaya al-Ghasra   | 11                 | 2                  | 1                  |                    |                    |                    |                    |                    |                    |                    |                    |                    |                    |                    |
| 2012      | 12                 | 4                  | 8                  | Azza al-Qasmi      | 9                  | 2                  | 1                  |                    |                    |                    |                    |                    |                    | 1                  |                    | 1                  | 69                 |                    |
| 2016      | 33                 | 20                 | 13                 | Farhan Farhan      | 29                 | 2                  | 1                  |                    |                    |                    |                    | 1                  | 1                  | 1                  |                    | 2                  | 48                 |                    |
| Gesamt    | Gesamt             | Gesamt             | Gesamt             | Gesamt             | Gesamt             | Gesamt             | Gesamt             | Gesamt             | Gesamt             | Gesamt             | Gesamt             | Gesamt             | 2                  | 1                  | 0                  | 3                  | 81                 |                    |

### Winterspiele
| Jahr      | Athleten           | Athleten           | Athleten           | Flaggenträger      | Sportarten         | Medaillen          | Medaillen          | Medaillen          | Medaillen          | Medaillen          |
| Jahr      | Gesamt             | m                  | w                  | Flaggenträger      | Sportarten         |                    |                    |                    | Gesamt             | Rang               |
| --------- | ------------------ | ------------------ | ------------------ | ------------------ | ------------------ | ------------------ | ------------------ | ------------------ | ------------------ | ------------------ |
| 1924–2018 | nicht teilgenommen | nicht teilgenommen | nicht teilgenommen | nicht teilgenommen | nicht teilgenommen | nicht teilgenommen | nicht teilgenommen | nicht teilgenommen | nicht teilgenommen | nicht teilgenommen |
| Gesamt    | Gesamt             | Gesamt             | Gesamt             | Gesamt             | Gesamt             | 0                  | 0                  | 0                  | 0                  | -                  |

## Liste der Medaillengewinner
| Name               | Sportart       | Jahr / Disziplin                                  | Gold | Silber | Bronze | Gesamt |
| ------------------ | -------------- | ------------------------------------------------- | ---- | ------ | ------ | ------ |
| Ruth Jebet         | Leichtathletik | Rio de Janeiro 2016: 3000 Meter Hindernis, Frauen | 1    | 0      | 0      | 1      |
| Eunice Kirwa       | Leichtathletik | Rio de Janeiro 2016: Marathon, Frauen             | 0    | 1      | 0      | 1      |
| Kalkidan Gezahegne | Leichtathletik | Tokio 2020: 10.000 Meter, Frauen                  | 0    | 1      | 0      | 1      |
| Maryam Yusuf Jamal | Leichtathletik | London 2012: 1500 Meter, Frauen                   | 1    | 0      | 0      | 1      |

## Medaillen nach Sportart
| Sportart       | Gold | Silber | Bronze | Gesamt |
| Leichtathletik | 2    | 2      | 0      | 4      |
| Gesamt         | 2    | 2      | 0      | 4      |